# Campionati mondiali di pugilato dilettanti 2019
La ventesima edizione dei Campionati mondiali di pugilato dilettanti (AIBA World Boxing Championships) si è svolta a Ekaterinburg in Russia, dal 9 al 21 settembre 2019.
Il numero delle discipline è stato ridotto a 8 dalle 10 dell'edizione precedente per conformità con quanto previsto per il torneo alle olimpiadi di Tokyo 2020.

## Calendario
La tabella sottostante riporta il calendario delle competizioni:
| Settembre |   |    |    |    |    |    |    |     |     |    |    |    |    |
| 8         | 9 | 10 | 11 | 12 | 13 | 14 | 15 | 16  | 17  | 18 | 19 | 20 | 21 |
| C         |   |    |    |    |    |    |    | 1/8 | 1/8 | QF |    | SF | F  |

|  | Cerimonia di apertura |  | Preliminari, quarti, semifinali |  | Finali |

Il 19 settembre è stato osservato un giorno di riposo.

## Nazioni partecipanti
Hanno preso parte alla manifestazione 365 pugili da 78 nazioni.

## Medagliere
| Pos.   | Paese       | Oro | Argento | Bronzo | Totale |
| ------ | ----------- | --- | ------- | ------ | ------ |
| 1      | Uzbekistan  | 3   | 1       | 1      | 5      |
| 2      | Russia      | 3   | 0       | 1      | 4      |
| 3      | Kazakistan  | 1   | 1       | 4      | 6      |
| 4      | Cuba        | 1   | 1       | 1      | 3      |
| 5      | Inghilterra | 0   | 1       | 2      | 3      |
| 6      | India       | 0   | 1       | 1      | 2      |
| 7      | Ecuador     | 0   | 1       | 0      | 1      |
| 7      | Filippine   | 0   | 1       | 0      | 1      |
| 7      | Stati Uniti | 0   | 1       | 0      | 1      |
| 10     | Armenia     | 0   | 0       | 1      | 1      |
| 10     | Australia   | 0   | 0       | 1      | 1      |
| 10     | Brasile     | 0   | 0       | 1      | 1      |
| 10     | Bulgaria    | 0   | 0       | 1      | 1      |
| 10     | Francia     | 0   | 0       | 1      | 1      |
| 10     | Mongolia    | 0   | 0       | 1      | 1      |
| Totale | Totale      | 8   | 8       | 16     | 32     |

## Podi
| Categoria                       | Oro                      | Argento              | Bronzo                                 |
| Pesi mosca (kg 52)              | Shakhobidin Zoirov       | Amit Panghal         | Billal Bennama Saken Bibossinov        |
| Pesi piuma (kg 57)              | Mirazizbek Mirzakhalilov | Lázaro Álvarez       | Erdenebatyn Tsendbaatar Peter McGrail  |
| Pesi superleggeri (kg 63)       | Andy Cruz                | Keyshawn Davis       | Manish Kaushik Hovhannes Bachkov       |
| Pesi welter (kg 69)             | Andrej Zamkovoj          | Pat McCormack        | Ablaikhan Zhussupov Bobo-Usmon Baturov |
| Pesi medi (kg 75)               | Gleb Bakši               | Eumir Marcial        | Hebert Conceição Tursynbay Kulakhmet   |
| Pesi mediomassimi (kg 81)       | Bekzad Nurdauletov       | Dilshodbek Ruzmetov  | Julio César la Cruz Benjamin Whittaker |
| Pesi massimi (kg 91)            | Muslim Gadžimagomedov    | Julio Castillo       | Radoslav Pantaleev Vasily Levit        |
| Pesi supermassimi (oltre kg 91) | Bakhodir Jalolov         | Kamshybek Kunkabayev | Maksim Babanin Justis Huni             |